# Заяшников, Сергей Иванович
Сергей Иванович За́яшников (19 октября 1964, п. Кули, Петровск-Забайкальский район, Читинская область, РСФСР, СССР) — президент российской лиги муай-тай, автор книг о спортивных единоборствах, телеведущий, журналист, промоутер, один из основателей тайского бокса в России.

## Биография
В 1986 году закончил Новосибирский электротехнический институт (радиотехнический факультет).
В 1992 году основал совместно с Олегом Тереховым российскую лигу муай-тай (РЛМТ) (с 1992 по 1993 год — владелец и спонсор, с 1993 года по настоящее время — Президент РЛМТ).
В 1994 году вывез команду российской лиги муай-тай (4 спортсмена) на первый чемпионат мира по версии Международной федерации муай-тая среди любителей (Чонтобури, Таиланд). Сборная смогла завоевать золотую, серебряную и бронзовую медали.
В 1995 году совместно с Сергеем Жуковым на базе российской лиги муай-тай основал Всероссийскую общественную организацию «Федерация тайского бокса России» (ФТБР), где Жуков стал президентом, а Заяшников — вице-президентом ФТБР и исполнял обязанности до 2007 года.
С октября 1996 по ноябрь 2009 года был ведущим первой в России передачи о тайском боксе, которая еженедельно выходила в эфир на НТВ-Плюс Спорт.
В 2007 году организовал матч Россия — США по муай-тай среди профессионалов в Нью-Йорке, где в течение последующих трёх лет провёл серию профессиональных турниров под эгидой WBL MUAY THAI.